# Aduana Marítima de Valencia
La Aduana Marítima de Valencia, es un edificio de arquitectura clasicista que ha sido pieza central en el desarrollo del comercio marítimo de la ciudad española de Valencia a lo largo de su historia. Su construcción tuvo un presupuesto de 1 600 000 pesetas, con el estado cubriendo la mitad de este monto y los intereses correspondientes. Las obras estuvieron a cargo del constructor José Valera Giménez y bajo la supervisión del ingeniero de caminos Federico Gómez de Membrillera, quien también fue el diseñador de los tinglados modernistas del puerto que sustituyeron al antiguo muelle de madera.
Este edificio no sólo destaca por su relevancia funcional como núcleo de la gestión aduanera y fiscal del tráfico del puerto de Valencia, sino también por su significado arquitectónico, el cual se ha convertido en un punto de referencia cultural y turístico en Valencia, simbolizando la rica historia marítima y comercial de la ciudad. 
En 2021, la agencia tributaria aprobó un presupuesto de 3 436 915 euros para llevar a cabo una reforma estructural, así como también de rehabilitación del edificio, por haber encontrado deficiencias y por haber quedado sus instalaciones obsoletas.

## Historia

### Contexto histórico
Durante los siglos XIII al XV fue un período de creciente importancia y expansión. Valencia se convirtió en un centro comercial significativo en el Mediterráneo, gracias a su ubicación estratégica y a su puerto eficiente. Durante estos siglos, la ciudad no solo aumentó su riqueza y diversificación económica a través del comercio marítimo, sino que también estableció importantes conexiones comerciales con otras regiones y desempeñó un papel vital en la red de comercio mediterráneo. Este período sentó las bases para el posterior desarrollo y prosperidad de Valencia.
El comercio marítimo valenciano, especialmente en los siglos XVI y XVII, fue influenciado significativamente por la infraestructura portuaria y de transporte. La interacción de Valencia con otras regiones comerciales, tanto en el Mediterráneo como en el Atlántico, jugó un papel importante en su prosperidad. La evolución del comercio de importación y la organización del tráfico terrestre también fueron elementos clave en la dinámica comercial de la región. Este comercio fue un factor determinante en el perfil económico y social de Valencia a lo largo de estos siglos.

### Importancia en el Comercio Marítimo
La Aduana ha desempeñado un papel crucial en el control y regulación de las mercancías que entran y salen del puerto de Valencia, siendo un punto vital en la infraestructura comercial y económica de la ciudad.
La historia de la Aduana en Valencia se remonta a mediados del siglo XVIII. La primera instalación aduanera, mencionada en 1845, estaba ubicada cerca de la puerta del Mar. Este sitio sirvió como centro administrativo y residencial para los jefes del estado.
Pero a mediados del siglo XIX era patente el mal estado de las instalaciones. Pascual Madoz describió el edificio de la Aduana del Puerto de Valencia como “pobre y mezquino”, pues sus instalaciones eran insuficientes. La imperiosa necesidad de construir un edificio nuevo y mejorado hizo que la Dirección General de Aduanas encargara en 1897 un proyecto al arquitecto e ingeniero Pedro García Fària.
El diseño del actual edificio de la Aduana Marítima comenzó en 1925, la construcción del edificio  comenzó en 1926 y se inauguró en 1933. Esta obra fue inicialmente diseñada por Pedro García Fària y, tras su fallecimiento, fue completada por Enrique Viedma Vidal. El proyecto fue una respuesta al crecimiento y desarrollo del puerto de Valencia, y el edificio fue construido para reemplazar las instalaciones aduaneras obsoletas que ya no podían atender las crecientes necesidades comerciales de la ciudad.
Durante la Guerra Civil Española, el edificio sufrió daños significativos debido a los bombardeos, especialmente en 1937. Esto llevó a una reconstrucción parcial del edificio después de la guerra, manteniendo su funcionalidad y preservando su valor arquitectónico.

## Descripción
El conjunto de la Aduana Marítima se compone de cuatro edificios, tres de ellos unidos entre sí: el edificio principal, la nave almacén situada en paralelo y al norte del edificio principal, el pabellón de unión, que conecta ambos edificios; y finalmente el laboratorio, que ocupa un edificio exento situado al este.

### Edificio principal
El edificio principal, situado en la parte sur de la parcela y con su fachada principal mirando a la dársena, alberga las dependencia Provincial de Aduanas e Impuestos Especiales, la Aduana Marítima de Valencia, Vigilancia Aduanera, una vivienda adscrita a un funcionario de la Aduana y el Colegio Oficial de Agentes de Aduanas. Fue inaugurado en 1933, y en aquel momento no solo acogía no solo la propia aduana, sino era la reasidencia de algunos de los funcionarios destinados a la misma.
Fue alcanzado por algunos impactos del bombardeo del puerto por la aviación italiana en 1937. Se reconstruyó parcialmente tras la guerra civil, siguiendo en uso.
Se trata de un edificio de estilo historicista, situado sobre el linde sur de la parcela, que presenta tres alturas claramente jerarquizadas. La construcción utiliza el orden jónico en su composición, a doble altura, sobre  zócalo almohadillado en la planta baja. La fachada está rematada por dos torreones de planta cuadrada en ambos flancos y un pórtico central clasicista que señala el acceso principal. La planta baja presenta huecos de medio punto con clave y un zócalo de piedra. La planta baja presenta ventanas de medio punto con clave y un zócalo de piedra. En la primera planta, las ventanas son adinteladas y rematadas con frontón, excepto en las torres y el cuerpo central, donde se utilizan arcos de medio punto. Todas las ventanas de esta planta cuentan con balaustrada. En la segunda planta, las ventanas son adinteladas y recercadas. El antepecho de la cubierta, que probablemente se añadió posteriormente, se transformó para incluir casetones visibles desde el exterior.

### La nave almacén
El emplazamiento de la nave almacén lo ocupaba inicialmente un tinglado destinado a almacén, construido entre 1926 y 1933 y que fue destruido por los bombardeos de la aviación italiana entre 1937 y 1939. El edificio actual se construyó en 1946, y en 1987 se añadió una entreplanta. Es de estilo industrial. Alberga diversos servicios del complejo, como los de informática, el grupo de transformación eléctrico del conjunto, almacenes y, en la primera planta, el archivo.

### El pabellón de unión
Este pabellón, que conecta el cuerpo principal con la nave almacén, también resultó destruido por los bombardeos italianos de 1937. El actual edificio, que sustituye a otros dos que existieron con anterioridad, se edificó en 1991. Está dedicado a albergar servicios varios, como aseos, salas de reuniones o el cuarto de máquinas del sistema de climatización. Su superficie es de aproximadamente 286 m² distribuidos en dos plantas.

### Laboratorio
El laboratorio aduanero se inauguró en 1927. El edificio es independiente de los del resto del complejo y se encuentra al este de los mismos. Es de estilo historicista. Su superficie es de 252 m² distribuidos en dos plantas. El uso de este edificio siempre ha sido el mismo, laboratorio de aduanas.